# Észak-Ciprus és az Európai Unió kapcsolata
Észak-Ciprus és az Európai Unió közötti viszony a mai napig feszült. A szakadár állam és az EU közötti kapcsolat azon a tényen alapul, hogy az Európai Unió nem ismeri el Észak-Ciprus függetlenségét, valamint hogy az ország függetlenségét gyakorlatilag a megszálló, azaz Törökország biztosítja, így a megszálló ország megszállása alatt tart egy EU-tagot.

## Jogi helyzet
Észak-Ciprus függetlenségét egyedül Törökország, az Európai Unió tagjelöltje ismeri el. A világ összes többi országa a Ciprusi Köztársaságot ismeri el Ciprus szigetének egyetlen legitim kormányának, azaz Észak-Ciprus függetlenségét egyetlen másik ország sem ismeri el, tehát Ciprus részének tekinti. 
Ennek köszönhetően Ciprus északi része de jure az EU része, de Észak-Ciprus területén az uniós törvényeket hatályon kívül helyezték.

## Jelenlegi státusza azEU-ban
Jelenleg az EU elismeri, hogy Ciprus északi harmadán török katonai megszállás van jelen, így az északiak átmenetileg mentesülnek az uniós jogszabályok hatálya alól. Mikor Ciprus bevezette az eurót, Észak-Ciprus nem tett hasonlóan, hanem megmaradt fizetőeszközének a török új líra. A munkaerő szabad áramlása, az áruk, a tőke és a szolgáltatások szabad mozgása szintén nem érvényes.

## Fordítás
Ez a szócikk részben vagy egészben  a   Northern Cyprus and the European Union című angol Wikipédia-szócikk fordításán alapul.  Az eredeti cikk szerkesztőit annak laptörténete sorolja fel. Ez a jelzés csupán a megfogalmazás eredetét és a szerzői jogokat jelzi, nem szolgál a cikkben szereplő információk forrásmegjelöléseként.